# فرودگاه تیبر
فرودگاه تیبر (به انگلیسی: Taber Airport) یک فرودگاه همگانی است که یک باند فرود آسفالت دارد و طول باند آن ۹۱۴ متر است. این فرودگاه در کشور کانادا قرار دارد و در ارتفاع ۸۰۷ متری از سطح دریا واقع شده است.